# Roque Moya
Roque Moya Caballero (Gorafe, Granada, 10 de febrero de 1953) es un ciclista español ya retirado que fue profesional de 1976 a 1980.

## Palmarés
1976
- 1 etapa de la Vuelta a Asturias

1978
- 1 etapa de la Vuelta al País Vasco

1979
- Vuelta a Aragón

1980
- 1 etapa de la Vuelta a Cantabria